# Церква святого архістратига Михаїла (Нове Село)
Церква святого архістратига Михаїла в Новому Селі — парафія і храм греко-католицької громади Підволочиського деканату Тернопільсько-Зборівської архієпархії Української греко-католицької церкви в селі Нове Село Тернопільського району Тернопільської области.

## Історія церкви
Муровані з тесаного каменю церква і дзвіниця в Новому Селі датуються 1790 роком. Згодом державна влада закрила храм і перетворила його на музей.
Греко-католицьку парафію відновили у 1990 році. Важливу роль у цьому відіграли родини Нагаджинів, Гасаїв, Грицинів, Павловських і Клапаків. Оскільки православна громада за підтримки влади зайняла стару церкву, греко-католики проводили богослужіння на цвинтарі, біля пам'ятних хрестів або в приватних будинках. Пізніше сільська рада виділила їм старий будинок пошти, який облаштували під капличку.
14 липня 2010 року освятили наріжний камінь під будівництво нової церкви. Завдяки старанням владики, а нині митрополита, Василія Семенюка вдалося звести новий храм. Його освячення відбулося 28 листопада 2010 року. Жертводавцями були парафіяни, їхні родини та мешканці сусідніх сіл.
При парафії діє Вівтарна дружина, а з 2013 року — рух «За тверезість життя». Щороку за запрошенням місцевої влади проводяться спільні поминальні панахиди з православними. Парафія також має у власності проборство.

## Парохи
- о. Михайло Глинський (до 1800),
- о. Кальба,
- о. Цурковський,
- о. І. Левицький (до 1900),
- о. Онуфрій Зарицький (дід Катерини Зарицької, до 1915),
- о. Д. Сеньківський,
- о. Степан Тесля (1920—1924),
- о. Іван Малюца (до 1946),
- о. Степан Мочук (1990—?),
- о. Михайло Валійон,
- о. Зиновій Гончарик,
- о. Володимир Івашків,
- о. Михайло Хрипа,
- о. Євстахій Ладика,
- о. Володимир Козак,
- о. Микола Квич (2001—2004),
- о. Олег Іщук (з 2004).